# 김종진 (방송인)
김종진(1962년 11월 27일 ~ )은 대한민국의 前 기자다.

## 경력
한국외국어대학교 네덜란드어과를 졸업하고 1987년 KBS 공채 15기 기자로 입사하여 통일부, 외신부, 사회1부, 과학부, 정치부 등을 거쳤으며, 1991년 1차 중동전에 종군 기자로서 참전하기도 하였다. KBS 뉴스비전, KBS 뉴스 파노라마, KBS 뉴스 9 등 주말 진행을 거쳐 1998년 8월 31일부터 2002년 3월 4일까지 KBS 뉴스 9 주중 진행을 4년간 담당하였다. 당시 18.5%까지 떨어졌던 KBS 뉴스 9의 시청률을 30%대까지 끌어올려 KBS 뉴스의 황금기를 이끈 일등공신이라는 평가를 받기도 하였다. 2002년 4월부터 3년간 영국 런던특파원에 파견되었으며, 특파원을 지냈던 2003년에는 2차 이라크 전쟁에 종군 기자로 참전하기도 하였다. 특파원 생활을 마친 2005년에는 한국방송 보도본부 뉴스제작팀 차장을 거쳐 특파원 현장보고 앵커로 방송 일선에 복귀하였다.
2014년부터 2017년까지 한국방송 보도본부 디지털뉴스국장으로 임명되었지만 한국방송의 보복 인사 조치에 반대해 보직을 사퇴하였다. 2014년부터 2016년까지는 한국방송 해설위원실 해설위원으로 재직했으며, 2017년 7월부터 2018년 12월까지 KBS전주방송총국에서 총국장으로 재직했었다가 2022년 정년 퇴직했으며 2023년부터 참컴 부회장으로 재직중이다.

## 학력
- 전주고등학교
- 한국외국어대학교 네덜란드어과 학사
- 서강대학교 언론대학원 신문방송학과 석사

## 출연 프로그램

### TV 프로그램
- KBS 2TV - KBS 뉴스비전 (1994), 8時 뉴스파노라마 (1997)
- KBS 1TV - KBS 뉴스 9 주말진행 (1993 ~ 1998)
- KBS 1TV - KBS 뉴스 9 평일진행 (1998 ~ 2002)
- KBS 1TV - 특파원 현장보고 세계를 가다 (2005 ~ 2006)
- KBS 1TV - 특파원 현장보고 (2006 ~ 2009)
- KBS 1TV - KBS 뉴스광장 뉴스해설 (2014 ~ 2016)
- KBS 1TV - KBS 뉴스라인 이슈와 해설 (2014 ~ 2017)